# Dimas Martín Martín
Dimas Martín Martín (Yaiza, Lanzarote, 8 d'abril de 1948) és un polític i industrial.

## Carrera política
Inicià la carrera política el 1983 com a alcalde de l'ajuntamnet de Teguise. En la legislatura 1987-1991 va ser l'alcalde de Teguise i Conseller del Cabildo Insular de Lanzarote. En les eleccions generals de 1989 és elegit senador. El 1991 esdevení diputat del Parlament de Canàries, president del cabildo insular de Lanzarote i tinent alcalde de l'ajuntament de Teguise. Va ser president del Partit d'Independents de Lanzarote des de la seua fundació, el 1990.